# Hanna Dzerkal
Hanna Leonidivna Dzerkal –en ucraniano, Ганна Леонідівна Дзеркаль– (Yuzhnoukrainsk, URSS, 18 de agosto de 1987) es una deportista ucraniana que compitió en natación.
Ganó dos medallas en el Campeonato Europeo de Natación en Piscina Corta, plata en 2006 y bronce en 2012.

## Palmarés internacional
| Campeonato Europeo en Piscina Corta | Campeonato Europeo en Piscina Corta | Campeonato Europeo en Piscina Corta | Campeonato Europeo en Piscina Corta |
| Año                                 | Lugar                               | Medalla                             | Prueba                              |
| ----------------------------------- | ----------------------------------- | ----------------------------------- | ----------------------------------- |
| 2006                                | Helsinki (Finlandia)                | Medalla de plata                    | 200 m braza                         |
| 2012                                | Chartres (Francia)                  | Medalla de bronce                   | 200 m braza                         |